# اسپورتاکس
اسپورتاکس ( انگلیسی: Sportacus ) یک شخصیت خیالی در برنامه تلویزیونی ایسلندی لیزی تاون است که توسط ماگنوس اسچوینگ خلق و به تصویر کشیده شده است. نام او نمادی برگرفته از شخصیت باستانی اسپارتاکوس و کلمه ورزش است که نشان دهنده ورزشکار بودن او می باشد. اسپورتاکس خود را متواضعانه به عنوان یک قهرمان کمی بالاتر از حد متوسط توصیف می کند، اگرچه دوستانش نظر بالاتری درباره او دارند و او را ابر قهرمان می نامند.
اسپورتاکس کودکان لیزی تاون را به خوردن میوه و سبزیجات (که خود آن را آب نبات ورزشی می نامد) تشویق و توصیه می کند که به جای نشستن در داخل خانه و خوردن غذاهای ناسالم در بیرون از خانه بازی کنند. او می‌خواهد مطمئن شود که اهالی لیزی تاون خوشحال هستند و می‌داند که اگر ساکنین بخواهند شاد باشند باید سالم و تندرست زندگی کنند. او همواره با شخصیت منفی داستان یعنی رابی راتن اختلاف دارد، چرا که او به دنبال بازگرداندن لیزی تاون به وضعیت سابق خود یعنی یک شهر بی حوصله است. اسپورتاکس به قدری درگیر فعالیت بدنی خود می باشد که نه تنها برای رفتن از مکانی به مکان دیگر پارکور انجام می دهد، بلکه برای رسیدن از یک طرف میز آشپزخانه به طرف دیگر از حرکات آکروباتیک استفاده می کند، بنابراین بچه ها باید به او آموزش می دهند که چگونه آرامش خود را حفظ کند.
اسپورتاکس در یک کشتی هوایی بزرگ بر فراز آسمان لیزی تاون زندگی می کند که شامل تخت، غذا و سایر تجهیزات می باشد، از جمله امضایی از طرف جکی چان که اشاره به بازیگری اسچوینگ به عنوان شخصیت منفی در فیلم همسایه جاسوس دارد.

## تاریخچه شخصیت
در نمایشنامه اصلی ایسلندی با عنوان (!Go LazyTown) که سریال تلویزیونی بر اساس آن ساخته شد، اسپورتاکس الفی با قدرت جادویی بود و تونیک آبی سرمه ای، شلوار سبز گشاد و یک کلاه بزرگ از جنس سوخته به تن داشت و ظاهر او همچنین شامل سبیل درشت و بلوند و ریش بزی می شد. اسپورتاکس در تمام حضورهایش به زبان ایسلندی، از جمله دوبله ایسلندی سریال تلویزیونی با نام وروجک ورزشکار شناخته می شود.
در نمایش دوم با عنوان ( Robbie Rotten in LazyTown )، اسپورتاکس شباهت بیشتری به نسخه فعلی خود پیدا کرد. او با یک بالون هوای گرم به اطراف سفر می‌کرد و نسخه قهوه‌ای و زرد لباس فعلی‌ خود را پوشید، البته دارای یک کلاه بزرگ‌تر و گشادتر و یک تکه سینه مجسمه‌سازی شده بود.
اسپورتاکس در این برنامه تلویزیونی یک لباس ورزشی آبی و سفید، یک جلیقه آبی، یک کلاه جوراب ساق بلند آبی با نوار سفید ضخیم و نوار مشکی نازک روی آن، عینک آبی روشن، چکمه‌های آبی تیره با خطوط قرمز، سیاه و سفید پوشیده بود و بند فلزی آبی روی بازوی خود و سبیل نوک تیز مشکی داشت.

## استقبال
اسپورتاکس تاکنون در چندین کمپین سلامت شرکت کرده است. در سال ۲۰۱۰، اسپورتاکس و سپس میشل اوباما از مدرسه بروس مونرو در واشنگتن به عنوان بخشی از برنامه !Let's Move بازدید کردند. در سال ۲۰۱۲ اسپورتاکس از مرکز کودکان Wareham Wareham به عنوان بخشی از کمپین Change4Life در بریتانیا بازدید کرد. در سال ۲۰۱۳ اسپورتاکس تنها شخصیت از لیزی تاون بود که در یک کمپین ورزشی در اگیلستار و پورکارنس در ایسلند به عنوان بخشی از کمپین هفته تحرک اروپایی شرکت کرد.
در سال ۲۰۰۶، ماگنوس اسچوینگ دیری کریستیانسون را به عنوان بدلکار برای نقش اسپورتاکس استخدام کرد. در سال ۲۰۱۴ دیری به طور کامل نقش اسپورتاکس را بر عهده گرفت، زیرا ماگنوس برای این نقش خیلی پیر شده بود.

## جستار های وابسته
- لیزی تاون
- استفانی (لیزی تاون)
- رابی راتن